# Busch Nashville 420 1982
Nashville 420 1982 var ett stockcarlopp ingående i Nascar Winston Cup Series (nuvarande Nascar Cup Series) som kördes 10 juli 1982 på den 0,596 mile (959,170 meter) långa ovalbanan Nashville Speedway i Nashville i Tennessee. Totalt avverkades 250.320 miles (402.851 km) fördelat på 420 varv. Banunderlaget var asfalt. Loppet vanns av Darrell Waltrip i en Buick på tiden 2:53.35 körande för Junior Johnson & Associates. Waltrips snitthastighet var 86,524 mph. Han var vid målgång ensam förare på ledarvarvet, ett varv före tvåan Terry Labonte. Prispotten uppgick till 126 935 dollar, varav 22 025 dollar gick till segraren.

## Resultat
| Plc     | Nr | Förare          | Team/ bilägare              | Konstruktör | Start | Varv | Ledda varv |
| ------- | -- | --------------- | --------------------------- | ----------- | ----- | ---- | ---------- |
| 1       | 11 | Darrell Waltrip | Junior Johnson & Associates | Buick       | 3     | 420  | 400        |
| 2       | 44 | Terry Labonte   | Hagan Enterprises           | Chevrolet   | 9     | 419  | 0          |
| 3       | 33 | Harry Gant      | Mach 1 Racing               | Buick       | 8     | 419  | 0          |
| 4       | 3  | Ricky Rudd      | Richard Childress Racing    | Pontiac     | 16    | 419  | 0          |
| 5       | 2  | Tim Richmond    | Jim Stacy Racing            | Buick       | 4     | 419  | 0          |
| 6       | 50 | Geoff Bodine    | Cliff Stewart Racing        | Pontiac     | 11    | 418  | 0          |
| 7       | 43 | Richard Petty   | Petty Enterprises           | Pontiac     | 15    | 418  | 0          |
| 8       | 90 | Jody Ridley     | Donlavey Racing             | Ford        | 14    | 417  | 0          |
| 9       | 15 | Dale Earnhardt  | Bud Moore Engineering       | Ford        | 13    | 417  | 0          |
| 10      | 47 | Ron Bouchard    | Race Hill Farm Team         | Buick       | 5     | 414  | 0          |
| 11      | 71 | Dave Marcis     | Marcis Auto Racing          | Chevrolet   | 17    | 414  | 0          |
| 12      | 75 | Joe Ruttman     | RahMoc Enterprises          | Buick       | 6     | 412  | 0          |
| 13      | 17 | Lake Speed      | Hamby Racing                | Buick       | 23    | 411  | 0          |
| 14      | 52 | Jimmy Means     | Jimmy Means Racing          | Chevrolet   | 19    | 403  | 0          |
| 15      | 02 | Mark Martin     | Martin Racing               | Pontiac     | 7     | 400  | 0          |
| 16      | 86 | Darryl Sage     | Sage Racing                 | Chevrolet   | 25    | 400  | 0          |
| 17      | 6  | D.K. Ulrich     | Ulrich Racing               | Buick       | 21    | 396  | 0          |
| 18      | 64 | Tommy Gale      | Langley-Woodfield Racing    | Ford        | 20    | 395  | 0          |
| 19      | 88 | Bobby Allison   | DiGard Motorsports          | Chevrolet   | 12    | 394  | 0          |
| 20      | 48 | James Hylton    | Hylton Engineering          | Pontiac     | 28    | 381  | 0          |
| 21      | 9  | Bill Elliott    | Melling Racing              | Ford        | 10    | 370  | 1          |
| 22      | 67 | Buddy Arrington | Arrington Racing            | Dodge       | 24    | 261  | 0          |
| 23      | 42 | Lee Petty       | Petty Enterprises           | Pontiac     | 18    | 241  | 0          |
| 24      | 28 | Buddy Baker     | Ranier Racing               | Pontiac     | 2     | 230  | 0          |
| 25      | 70 | J.D. McDuffie   | McDuffie Racing             | Pontiac     | 27    | 200  | 0          |
| 26      | 98 | Morgan Shepherd | Benfield Racing             | Buick       | 1     | 169  | 19         |
| 27      | 24 | Lennie Pond     | Gordon Racing               | Buick       | 26    | 53   | 0          |
| 28      | 40 | Slick Johnson   | Ulrich Racing               | Buick       | 22    | 44   | 0          |
| Källor: |    |                 |                             |             |       |      |            |